# فرودگاه ایووییویک
فرودگاه ایووییویک (به انگلیسی: Ivujivik Airport) یک فرودگاه همگانی باربری با کد یاتا YIK است که یک باند فرود شن دارد و طول باند آن ۱۰۷۳ متر است. این فرودگاه در کشور کانادا قرار دارد و در ارتفاع ۳۸ متری از سطح دریا واقع شده‌است.

## شرکت‌های هواپیمایی و مقصدهای پروازی
| شرکت‌های هواپیمایی | مقصدهای پروازی                                                                                     |
| ----------------- | -------------------------------------------------------------------------------------------------- |
| ایر اینویت        | اکولیویک، اینوکخوآک، کویواراپیک، مونترآل-پییر الیوت ترودو، پوویرنیتوک، سللویت، سنیکیلواق، اومیوجاک |